# Беннінгбрук
Беннінгбрук (нід. Benningbroek) — село в нідерландській провінції Північна Голландія. Входить до муніципалітету Медемблік.
Його площа становить 5,67 км², а населення станом на 2021 рік складало 735 осіб.

## Галерея

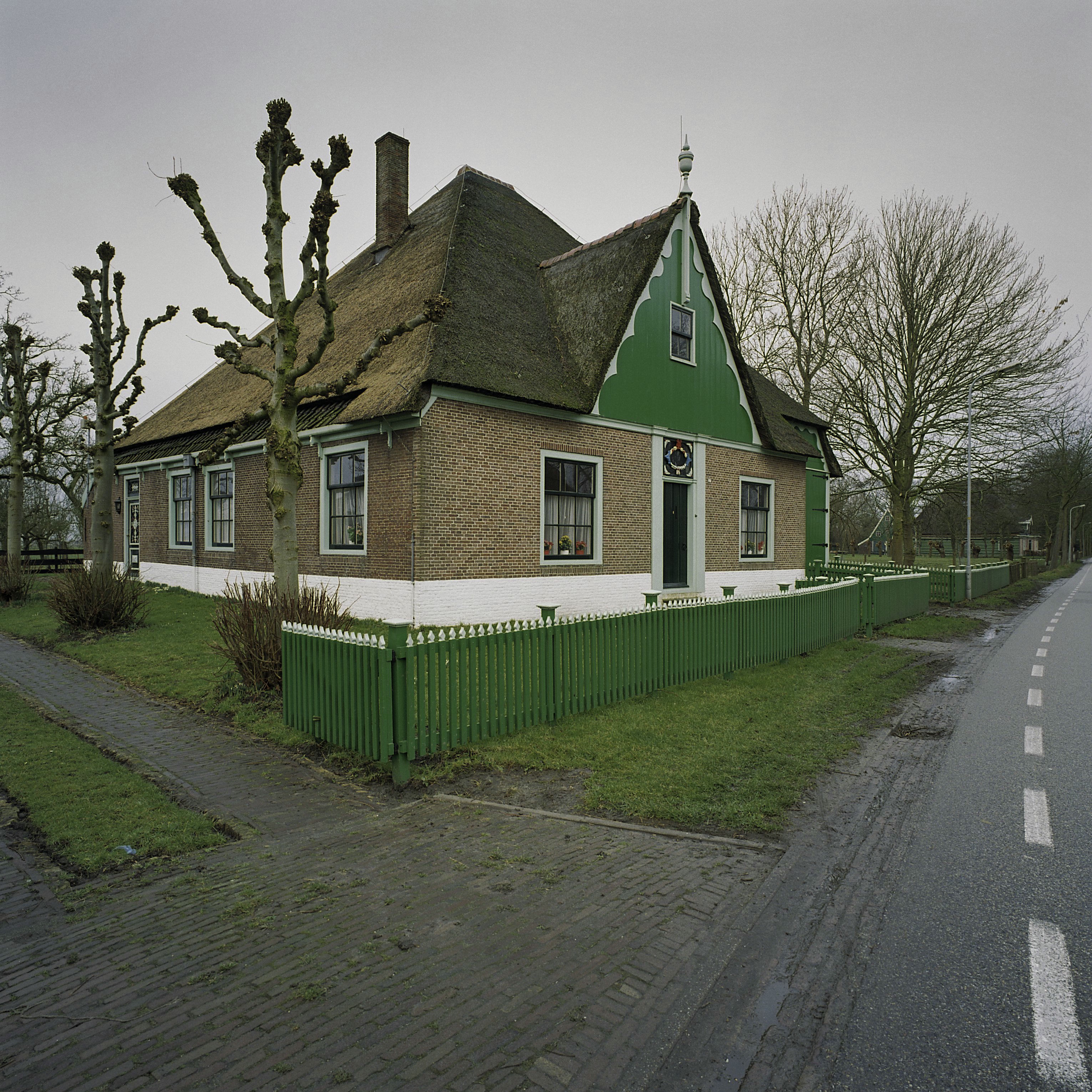
Ферма в Беннінгбруці
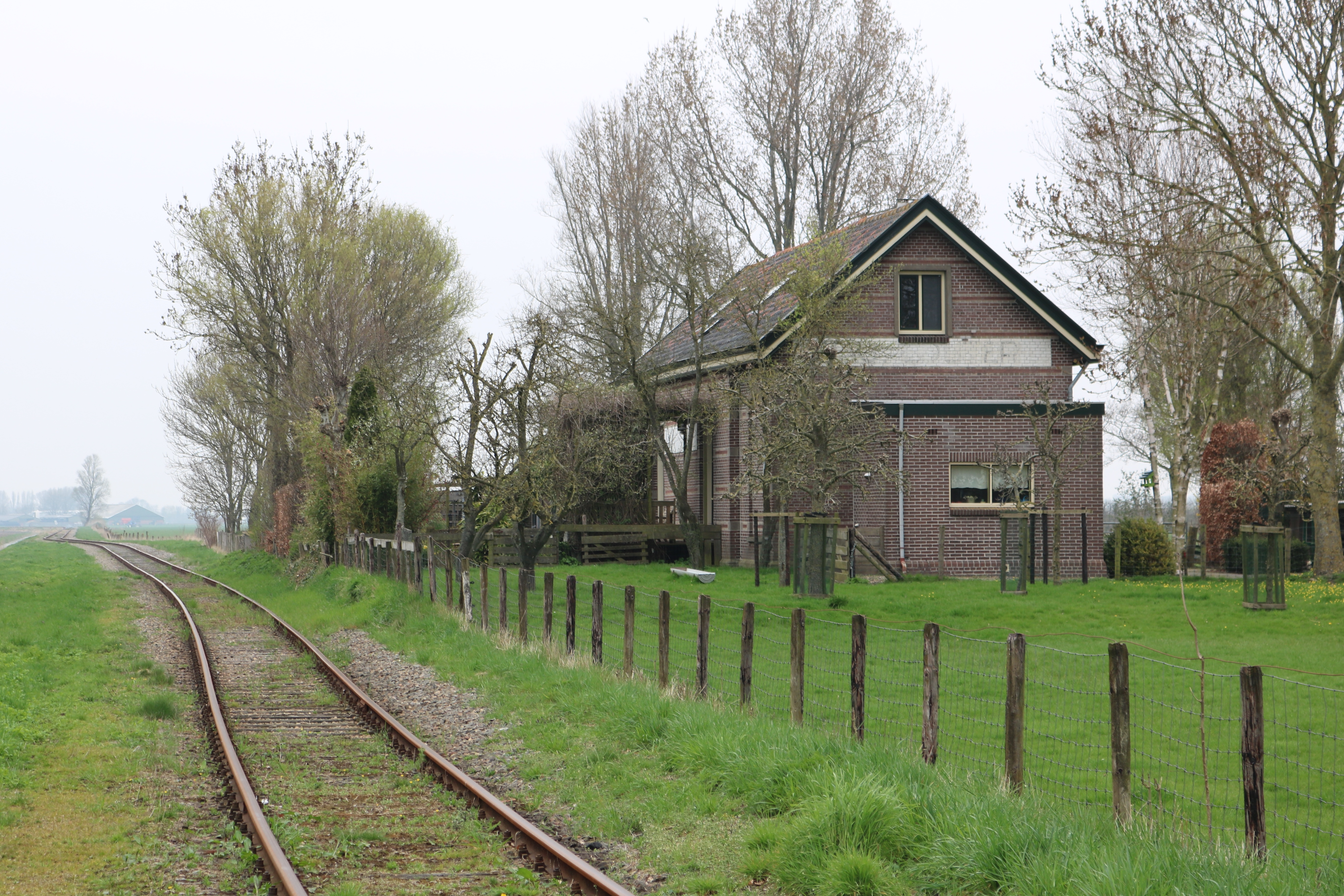
Будівля колишньої залізничної станції
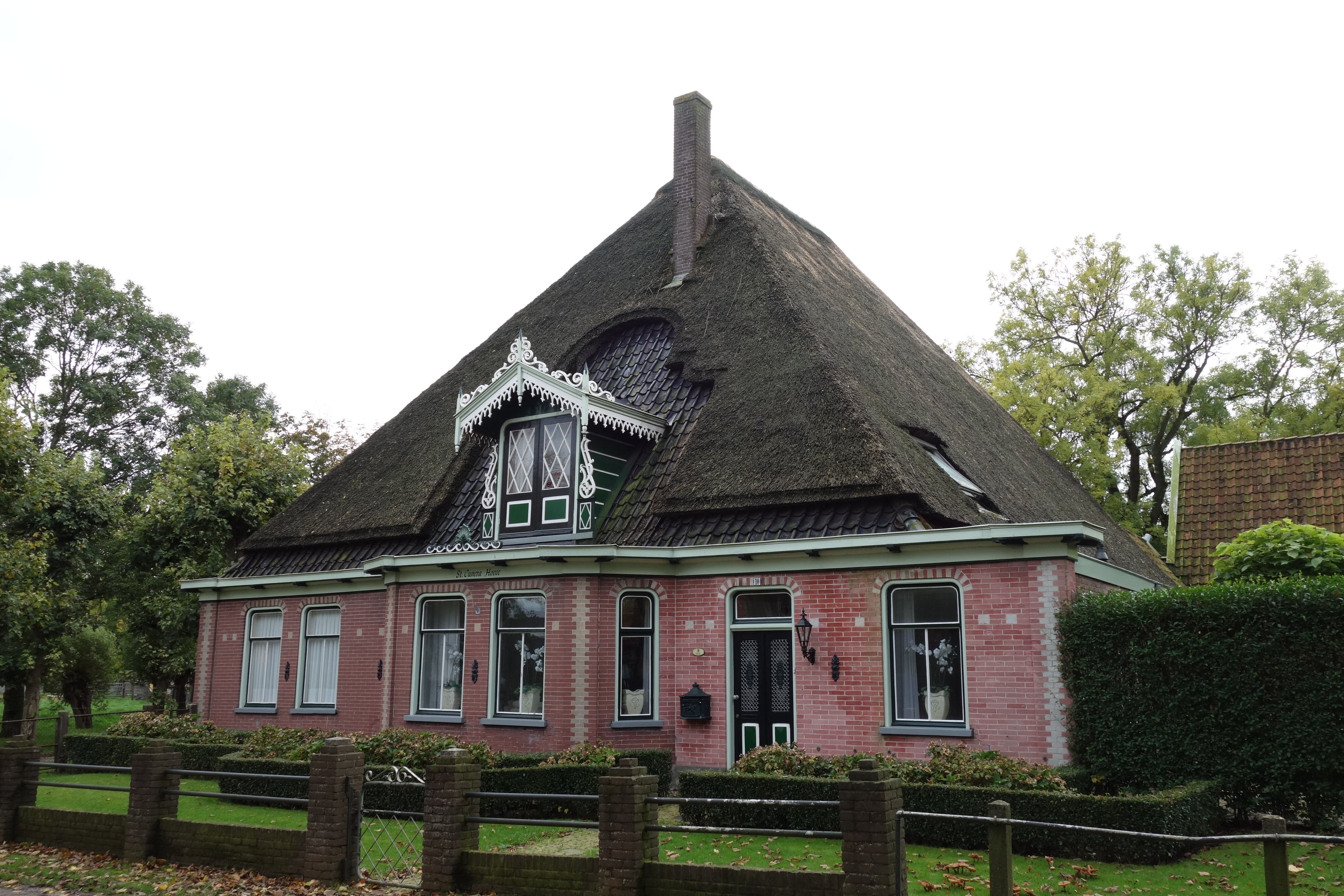
Ферма в Беннінгбруці